# XVI Premis Cinematogràfics José María Forqué
La cerimònia dels XVI Premis Cinematogràfics José María Forqué es va celebrar al Palau de Congressos de Madrid el 17 de gener de 2011. Es tracta d'uns guardons atorgats anualment des de 1996 per l'EGEDA com a reconeixement a les millors produccions cinematogràfiques espanyoles pels seus valors tècnics i artístics produïdes entre l'1 de gener i el 31 de desembre de 2010.
La gala fou presentada per l'actor Alex O'Dogherty, qui va fer alguns números musicals basats en Golfus de Roma. Fou dirigida per Juan Estelrich Revesz i retransmesa per La 1. Va gaudir de les actuacions musicals de Miguel Poveda, Toni Zenet, José Mercé i El Langui, i fou presidida per la ministra de cultura Ángeles González Sinde.

## Nominacions i premis
Els nominats i guanyadors d'aquesta edició foren:
| Millor pel·lícula                                                                                     | Millor documental o animació                                                                     |
| --- | ------------------------------------------------------------------------------------------------ |
| - Buried (Enterrat) - También la lluvia - Entrelobos - Lope - Pa negre                                | - Bicicleta, cullera, poma de Carles Bosch                                                       |
| Millor actor                                                                                          | Millor actriu                                                                                    |
| - Luis Tosar per También la lluvia - Eduard Fernández per La mosquitera - Unax Ugalde per Bon appétit | - Emma Suárez per La mosquitera - Nora Navas per Pa negre - Belén Rueda per Els ulls de la Júlia |
| Medalla d'honor                                                                                       |                                                                                                  |
| Luis Megino Grande                                                                                    |                                                                                                  |